# Harold Stassen
Harold Edward Stassen (West St. Paul (Minnesota), 13 april 1907 – Bloomington (Minnesota), 4 maart 2001) was een Amerikaans politicus. Hij was de 25e gouverneur van Minnesota. Stassen is vooral bekend omdat hij zich regelmatig verkiesbaar stelde voor politieke posities, maar bijna nooit gekozen werd. Zo was hij negen maal kandidaat voor het presidentschap van de Verenigde Staten.

## Levensloop
Stassen was de derde van vijf kinderen. Zijn familie had een Duits-Tsjechische achtergrond. Hij studeerde rechten aan de Universiteit van Minnesota en was aanvoerder van het schietteam van die universiteit. In 1929 opende hij een advocatenpraktijk. In datzelfde jaar werd Stassen gekozen tot openbaar aanklager van Dakota County. Acht jaar later werd hij gekozen tot gouverneur van Minnesota. In zijn tweede jaar als gouverneur hield Stassen een belangrijke speech op de Republikeinse Nationale Conventie en hielp Wendell Willkie om gekozen te worden als de Republikeinse presidentskandidaat.
Als gouverneur steunde Stassen de Amerikaanse president Franklin Delano Roosevelt wat betreft diens buitenlandse beleid. Al voor de aanval op Pearl Harbor vond hij dat de Republikeinen hun isolationistisch streven moesten opgeven. Tijdens de verkiezingscampagne liet hij weten dat hij wanneer hij herkozen zou worden, ontslag zou nemen om dienst te nemen in het leger. Hij werd herkozen en nam in april 1943 inderdaad ontslag en diende de rest van de oorlog in de staf van admiraal William Halsey. Hij verliet de actieve dienst in november 1945 in de rang van kapitein.
Stassen stelde zich in 1944 voor de eerste keer verkiesbaar voor het presidentschap. Hij won de voorverkiezingen in Nebraska, maar daar bleef het bij. Vier jaar later ging het een stuk beter. Stassen won aan het begin van de voorverkiezingen in een viertal staten en was opeens frontrunner. Thomas Dewey, die uiteindelijk gekozen werd als de Republikeinse kandidaat, nam Stassen serieus genoeg om hem voor de voorverkiezingen in Oregon uit te dagen voor een debat. Het was het eerste via de radio uitgezonden debat tussen twee presidentskandidaten en ging over de criminalisering van de Communistische Partij van Amerika. Dewey won de verkiezingen in Oregon en vanaf toen ging het bergafwaarts met Stassen. Dewey behaalde de meeste kiesmannen binnen, maar niet genoeg om direct gekozen te worden op de Republikeinse Conventie in Philadelphia. Na twee stemronden trokken Stassen en Robert Taft, die ook veel stemmen had behaald, zich terug ten faveure van Dewey.
Vier jaar later, in 1952, stelde de voormalig gouverneur zich wederom verkiesbaar, maar won nu alleen in zijn thuisstaat Minnesota. Daarna stelde Stassen zich nog zesmaal verkiesbaar voor het presidentschap (1964, 1968, 1980, 1984, 1988 en 1992), maar zou slechts een marginale rol spelen. Verder stelde hij zich – steeds zonder succes – nog een keer verkiesbaar voor het gouverneurschap van Minnesota, twee keer voor het gouverneurschap van Pennsylvania, het burgemeesterschap van Philadelphia, het Huis van Afgevaardigden en tweemaal voor de Senaat.
Naast zijn politieke activiteiten was Stassen lid van een baptistenkerk. Als voorzitter van de American Baptist Churches besloot hij in 1963 mee te lopen in de mars van Martin Luther King richting Washington D.C.. Van 1948 tot 1953 was hij hoofd van de Universiteit van Pennsylvania.
- Biblioteca Nacional de España: XX869306
- Bibliothèque nationale de France: cb115545596 (data)
- CiNii: DA09778202
- Gemeinsame Normdatei: 132459086
- International Standard Name Identifier: 0000 0001 2144 9411
- Library of Congress Control Number: n80139271
- National Archives and Records Administration: 10568721
- Nationale Bibliotheek van Tsjechië: utb2013770005
- Nationale Bibliotheek van Israël: 987011415852205171
- Nederlandse Thesaurus van Auteursnamen: 129575267
- SNAC: w6gf0s4z
- Système universitaire de documentation: 083258132
- Virtual International Authority File: 99120508
- WorldCat: E39PBJvMyB4WRmm6rRh7FJQH4q